# Conduelo Píriz
Conduelo Píriz (17. červen 1905, Montevideo – 25. prosinec 1976) byl uruguayský fotbalista. Nastupoval především na postu záložníka.
S uruguayskou reprezentací vyhrál mistrovství světa ve fotbale 1930, byť byl náhradníkem a do bojů na turnaji nezasáhl.
Byl hráčem Nacionalu Montevideo